# Хасан (смт)
Хасан (рос. Хаса́н) — селище міського типу в Хасанському районі Приморського краю Росії. Населення — 757 осіб (2009). Найпівденніший населений пункт на Далекому Сході Росії.

## Географія
Селище є єдиним населеним пунктом Росії на кордоні з КНДР. Поблизу селища розташоване знамените озеро Хасан та прикордонна річка Туманган. Кордон проходить по фарватеру річки.

## Історія
Залізнична станція Хасан з виходом на Корею заснована в 1951 році. Робітниче селище Хасан з постійним населенням було засноване в 1959 році. Обидві назви були отримані завдяки однойменному озеру, що в 1938 році стало центром радянсько-японського збройного конфілікту.
Статус селища міського типу був отриманий в 1983 році.

## Транспорт
Хасан - залізнична станція на гілці Уссурійськ - Туманган - Сонбонг Далекосхідної залізниці. Тут знаходиться залізничний пункт пропуску через державний кордон Хасан - Туманган. Ведуться переговори між залізничними відомствами Північної та Південної Кореї про відкриття руху по Транскорейській магістралі з виходом на Транссиб.